# 香港加拿大國際學校
香港加拿大國際學校（英語：Canadian International School of Hong Kong，簡稱：CDNIS）是位於香港黃竹坑南朗山道36號的一所國際學校。成立於1991年，加拿大國際學校為超過1,800名來自世界各地 (超過40個國家) 的同學提供教育。作為一間IB世界學校，學校為學生提供「直通車」式的教育，提供IB文憑課程，包括高中的Diploma Programme，初中的Middle Years Programme 以及小學的 Primary Years Programme。除了IB文憑之外，畢業生也同時有資格獲得加拿大安大略省高中文憑（OSSD）。Mr. David Baird 是學校現任的校長 。
加拿大國際學校在 “China Service Mall” 的網站上中被排名為前十所的香港私家國際學校之一。

## 幼兒教育中心
開設擴展南朗山道2號港島南岸The southside大型商場。

## 小學
Dr. Helen Kelly是加拿大國際學校現任的小學校長，而副校長包括 Lisa Kipfer（幼兒園）、Robert Grantham（一年級至三年級）及 DJ MacPherson（四年級至六年級）。幼兒園至六年級的學生佔學生總數的約60%。幼兒園第一至第二年的學生只上半天－上午或下午班，而幼兒園第三年以上的學生都上足上午下午課。半天的幼兒園課程特地為三至四歲的學生而設，讓同學們有機會體驗及感受上學。小學學生不但有能夠接觸到IB課程的Primary Year's Programme，還有機會上專門老師教的普通話、表演藝術及體育課。

## 中學
中學包括七至十二年級的學生，總共812名學生，佔學生總數的約40%。七至十年級的學生上的是Middle Years Programme的課程，而十一至十二年級的學生上的是Diploma Programme的課程。現任的中學校長為Timothy Kaiser，而副校長是Barbara Dacho以及David Butler。
2015年（第六屆IB文憑考生）109名畢業生全都獲得IB文憑。三名學生還獲取了滿分45分的優秀成績，而32名（29%）學生獲取40分或以上的分數。2015年的考生平均得分為36分。

## 歷史
幾位加拿大籍的人在1991年成立了加拿大國際學校，目的要建立一間提供加拿大教育的國際學校。學校初開始時位於銅鑼灣小小的租用設施，當時只有81名學生。學校繼續發展，在1999年已採用了“一條龍”的辦校模式，提供從幼兒園至高中的教育。在1998－1999的學年，學校首屆的畢業生畢業。在1999年，加拿大國際學校搬到現今位於黃竹坑的校園，以加拿大風格於精神的主題來設計。加拿大國際學校至今是一個非牟利機構。

### 黃竹坑校園建築
學校的校園以加拿大著名建築師Norman Grey-Noble設計。學校的建築分成三階段。第一階段於1999年完成，包括中學主要運用1至9樓的主樓。除了每層不少的課室，主樓也包括1樓的游泳池、3樓兩個體育館及室外體育場、6樓飯廳及具有人工草皮的室外場以及九樓的辦公室。第二階段於2002年完成，包括小學主要用的9至14樓。第二階段包括小學課室，圖書館，有蓋操場以及12樓的飯廳。第三階段於2008春季正式完成，包括港幣一億的李東海藝術中心（LLAC），專門為藝術、音樂、戲劇、跳舞而設計。

### 軼事
2009年9月，加拿大國際學校爆發豬流感，16名學生受影響。9月28日，55歲的小學校長Alan Dick，因豬流感往養和醫院求診，當時已有嚴重肺炎徵狀，搶救不足半日，因多個器官衰竭死亡。衞生防護中心昨指該校未再有新爆發。養和醫院副院長翁維雄表示，死者本身有慢性心血管疾病，一直在私家醫生覆診，入院時病情「來得很急、很奇怪」。
2009年10月7日，一輛往香港仔方向的泥頭車，誤入往西環方向的行車線後，逆行逾百米，之後與一輛滿載加拿大國際學校學生的校巴迎頭相撞，釀成30人受傷，包括校巴上27名學生；其中，校巴司機被困毀爛車頭，需消防員救出。當日學校正為小學外籍校長Alan Dick舉行追思會。

## 校園基礎建設
校園內安裝了十分穩定的無線網路，讓學生及老師運用。課室內都具備吊頂安裝的投影以及音響系統。有部分課室還具備互動白板。加拿大國際學校是首間位於北美洲外得到“Apple Distinguished School”名稱的學校。加拿大國際學校是香港廣泛使用蘋果Mac電腦的用戶之一。
Moodle 是加拿大國際學校採用的網上學習工具，主要讓中學老師提高教育質素。為了方便學生，中學老師們都能夠把工作紙、筆記以及其他教材上載到網上的教育系統。老師也能夠通過網上的小考來檢查學生學習的進度。學生也能夠運用這學習工具來上載功課，讓老師通過網站即時發表意見。

### 手提電腦計劃
學校給老師每位提供一部手提電腦，讓老師提高教育質素。從二年級至三年級，學校買了每四位學生一部電腦，方存在能移入及移出教室的推車，讓學生分享。而四至十二年級的學生，學生必須購買一部Macbook,於課內及課外使用作功課及溫習用途，大大地提升學習的質素。在學校內亦有一個部門負責維修學生電腦， 在數小時內取領，是免費的服務，以確保學生學習資源良好。每位一年級的學生都必須購買一部iPad。

## 流行文化
一些影視作品曾於香港加拿大國際學校取景，例如2021年無綫電視劇集《青春本我》。

## 資料來源

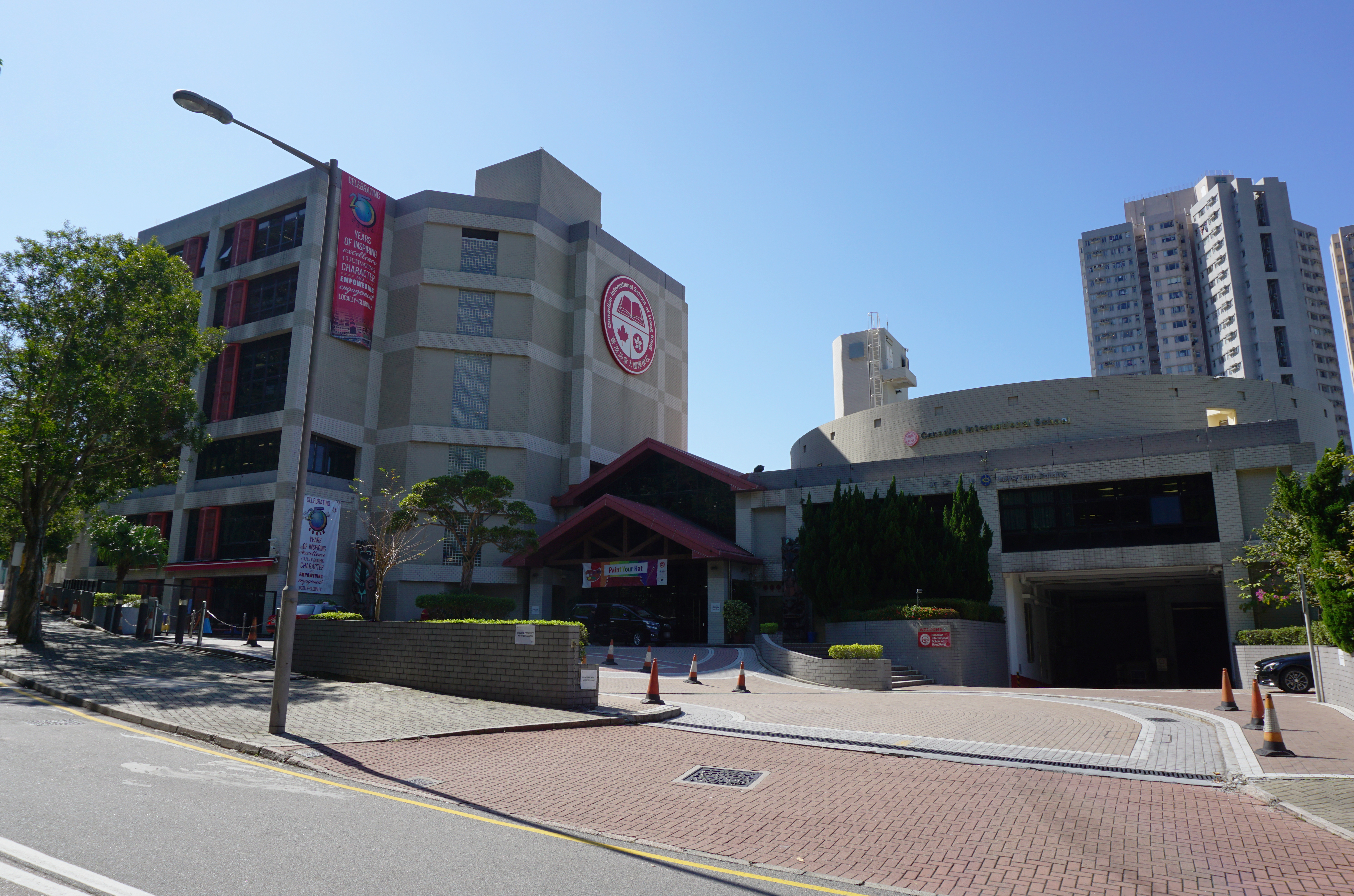
學校正門

1. 1 2 3  . Canadian International School of Hong Kong. Canadian International School of Hong Kong. 2010  [15 March 2011]. （原始内容存档于2011-02-09）. （页面存档备份，存于）
2. ↑  .   [2 September 2012]. （原始内容存档于2012年9月19日）. （页面存档备份，存于）
3. ↑  .   [2 September 2012]. （原始内容存档于2012年9月20日）. （页面存档备份，存于）
4. ↑  . 東方日報 (香港). 2009年9月29日  [2014年11月13日]. （原始内容存档于2016年3月5日）. （页面存档备份，存于）
5. ↑  . 文匯報. 2009年10月8日  [2014年11月13日]. （原始内容存档于2014年11月13日）. （页面存档备份，存于）
6. ↑  . 文匯報. 2009年10月8日  [2014年11月13日]. （原始内容存档于2014年11月13日）. （页面存档备份，存于）
7. ↑  .   [2 September 2012]. （原始内容存档于2012年8月20日）. （页面存档备份，存于）
8. ↑  . YouTube. 無綫電視.   [2021-12-11]. （原始内容存档于2022-05-11）. （页面存档备份，存于）